# Broadford (Skye)
Broadford (gaelsky An t-Àth Leathann) je po správním středisku Portree druhou největší obcí na ostrově Skye ve skotském souostroví Vnitřní Hebridy. Administrativně přináleží do skotské správní oblasti Highland, historicky byl součástí hrabství Inverness-shire.

## Geografie
Broadford leží na jihovýchodním pobřeží Skye, největšího z hebridských ostrovů.

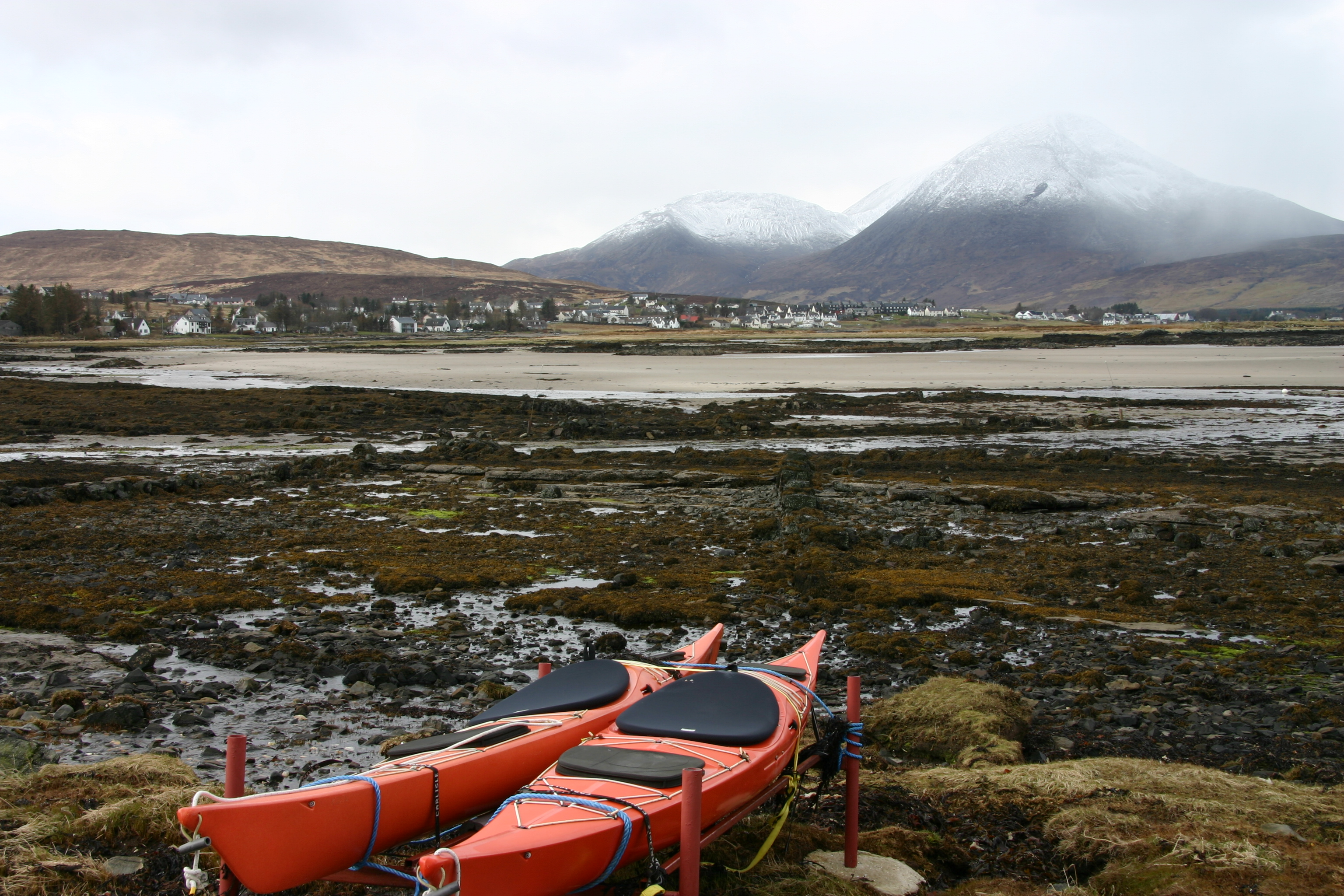
Pohled na broadfordskou zátoku, v pozadí vrcholy Red Cuillin

Zástavba obce je rozložena v nadmořské výšce od 1 do cca 25 metrů kolem podkovovité mořské zátoky. Od jihu sem přitéká řeka Broadford River, která pramení na jižních svazích pohoří Black Cuillin a která v Broadfordu ústí do moře.
Na západ od obce se kolem dolního toku Broadford River rozprostírá větší zalesněná oblast na úpatí východní části skyeského pohoří Cuillin (tzv. Red Cuillin) se skupinou vrcholů Beinn na Caillich, Beinn Dearg Mhòr a Beinn Dearg Bheag. Nejvyšší z těchto vrcholů Beinn na Caillich (732 m n. m.) se tyčí pouze zhruba 3,5 km vzdušnou čarou od Broadfordu.
V okolí Broadfordu v lokalitě Kilchrist se nacházejí zaniklé mramorové a žulové lomy.

### Klimatické podmínky
Podnebi, které je ovlivňováno Atlanským oceánem a Golfským proudem, je větrné a celkově chladnější, avšak s mírnějšími zimami. Na jihu Skye je klima ještě vlhčí, než v severní části ostrova (například v roce 1981 roční úhrn srážek v Broadfordu činil 2870 mm).

### Obyvatelstvo
Od počátku 21. století je zaznamenán postupný úbytek obyvatel Broadfordu. Zatímco do 90. let 20. století počet obyvatel Broadfordu s přilehlou částí Harrapool stoupal (v roce 1971 zde žilo 310 lidí, v roce 1981 805 a v roce1991 již 925 osob ), později nastal pokles. V roce 2006 byl uváděn počet již jen 620 obyvatel.

## Původ názvu
Podobně, jako v případě mnoha dalších místopisných jmen na ostrově Skye, potažmo v celé této oblasti Skotska, název sídla pochází ze staronorštiny. Mořeplavci a dobyvatelé ze Skandinávie nazývali toto místo Breiðafjorðr, což v překladu znamená "Široká zátoka".

## Historie
V roce 1322 došlo v místech dnešního Broadfordu k vojenskému střetu mezi příslušníky klanu Fraserů z Lovatu a hebridského klanu MacLeodů.  Západně od Broadfordu, v údolí Glen Suardal na úpatí hory Beinn na Caillich, se nachází místo, zvané Goir a' Bhlàir, tj. "Bitevní pole". Měla se zde odehrát bitva mezi místním klanem Mackinnon a  norskými dobyvateli, ovšem datace této události není známa.
V první polovině 19. století se obyvatelstvo Broadfordu rozšířilo o nové usedlíky – navrátilce z napoleonských válek. Ještě na počátku 19. století byl Broadford centrem obchodování s dobytkem, dokud v roce 1812 nebyla vybudována silnice do Kyleakinu, což umožnilo transport zboží z ostrova na pevninu.
V Broadfordu je základní škola, zdravotní středisko a malá místní nemocnice, několik restaurací, hotelů a hostel, supermarket, čerpací stanice s 24hodinovým provozem, dvě přístavní mola a místní letiště. Je zde také jedno z vzdělávacích center, spadajících pod West Highland College skotské University of Highlands and Islands.

## Doprava
Broadford leží při silnici A87, která vede z Invergarry na pevnině přes Kyle of Lochalsh, Skye Bridge, Kyleakin, Broadford, Sligachan a Portree až do přístavu Uig na západním pobřeží skyeského poloostrova Trotternish. Přes Broadford jezdí jednak dálkové autobusové spoje z Inverness a Fort Williamu, jednak zde existují pravidelné linky místní autobusové společnosti. Přístaviště v zátoce slouží jen pro menší rybářské a sportovní lodě. Letiště se nachází poblíž Broadfordu v lokalitě Ashaig a má jednu asfaltovanou přistávací dráhu, dlouhou 793 metrů.

## Přírodní zajímavosti

### Fauna
Na území obce a v přilehlých vodách žije řada zajímavých druhů suchozemských i mořských živočichů. Při pobřeží lze spatřit například tuleně, mořské vydry nebo kosatky, z ptáků pak labutě zpěvné, potáplice malé, bernešky tmavé, břehouše černoocasé nebo ústřičníky velké. O výskytu dalších druhů živočichů svědčí i to, že nedaleko Broadfordu se na úpatí Beinn na Caillich nacházejí ruiny zaniklého farmářského dvorce jménem Corriechatachan,  což v překladu znamená "Údolí (resp. kar) divokých koček".

### Mineralogická lokalita

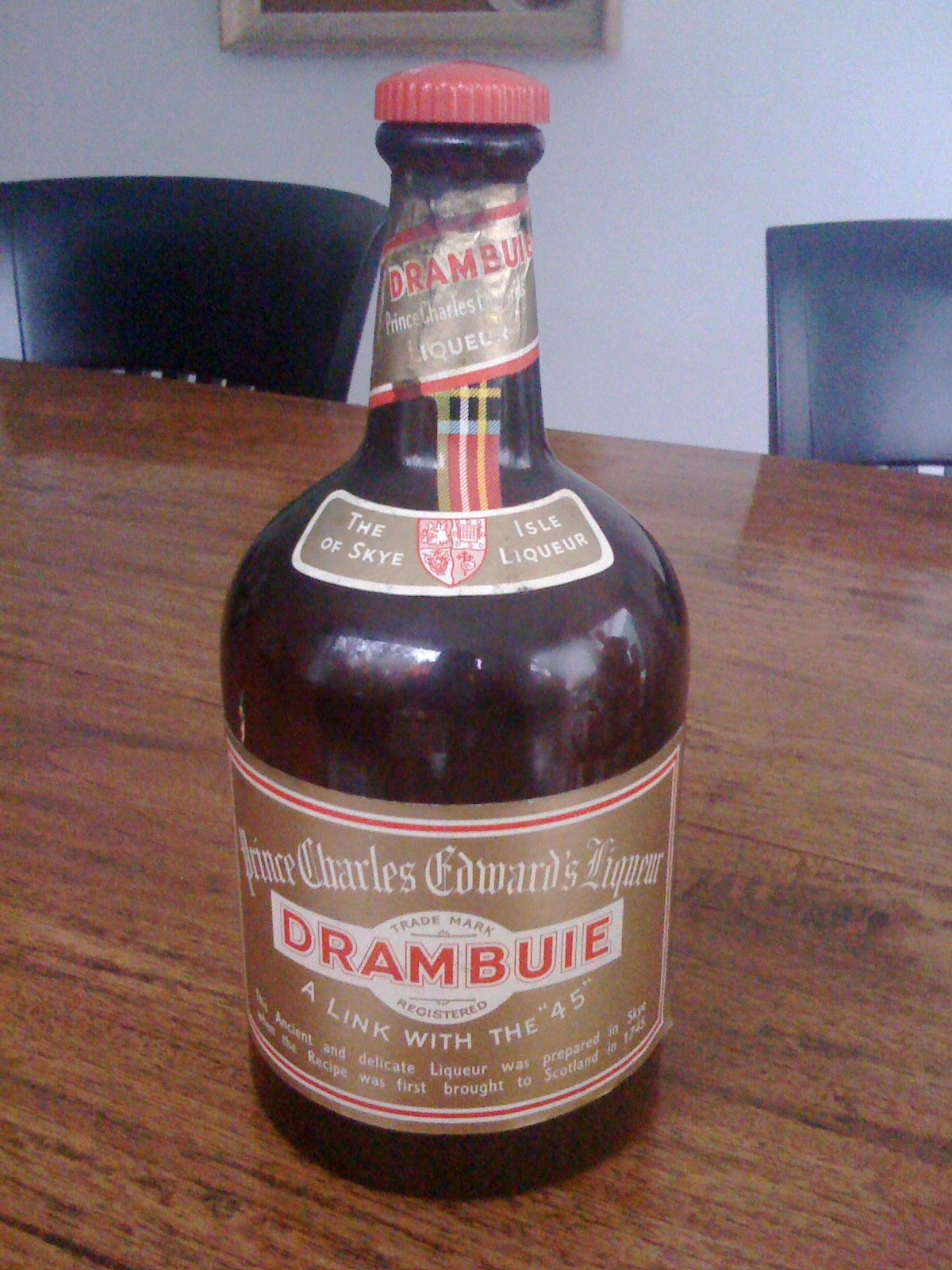
Na etiketě likéru se připomíná jeho tradice

Anglický geolog Alfred Harker (1959 – 1939), který se zabýval studiem magmatických hornin v západním Skotsku a na ostrově Skye, našel poblíž Broadfordu dosud neznámý minerál, který byl podle svého objevitele pojmenován harkerit.

## Drambuie
Broadford reprezentuje mimo jiné i specifický skotský produkt, likér drambuie. Název likéru je odvozován od gaelského pojmenování an dram buidheach – "nápoj, který uspokojuje". Podle legendy Karel Eduard Stuart, zvaný Bonnie Princ Charlie, jakobitský uchazeč o anglický trůn, který v roce 1746 po prohrané bitvě u Cullodenu našel útočiště u klanu MacKinnonů na ostrově Skye, předal svým zachráncům recept na zmíněný likér.
MacKinnonové měli pak koncem 19. století přenechat tento recept jistému Johnu Rossovi, jehož syn James Ross se usadil v Broadfordu, kde provozoval podnik Broadford Inn (pozdější Broadford Hotel). Likér zpočátku vyráběl jen pro své přátele a známé. Později, kdy v receptu nahradil původně používanou vinnou pálenku brandy skotskou whisky, začal James Ross s likérem obchodovat a dodávat jej i na francouzské a americké trhy.
Jako chráněná obchodní značka je likér drambuie registrován od roku 1893. Sladký alkoholický nápoj zlatavé barvy je připravován z whisky, medu, bylinek a koření.

## Fotogalerie

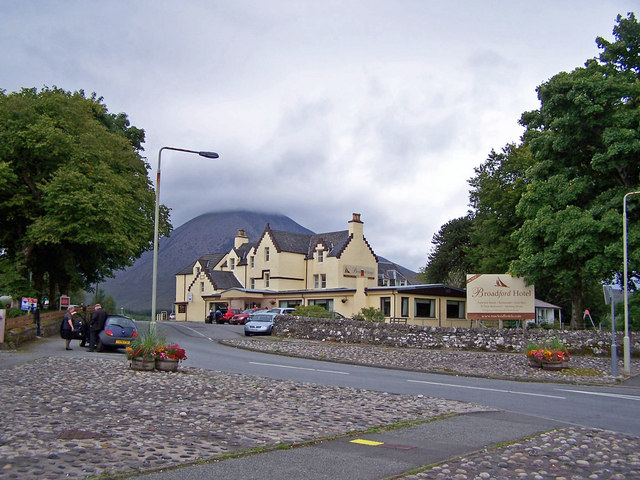
Broadford Hotel u silnice A87
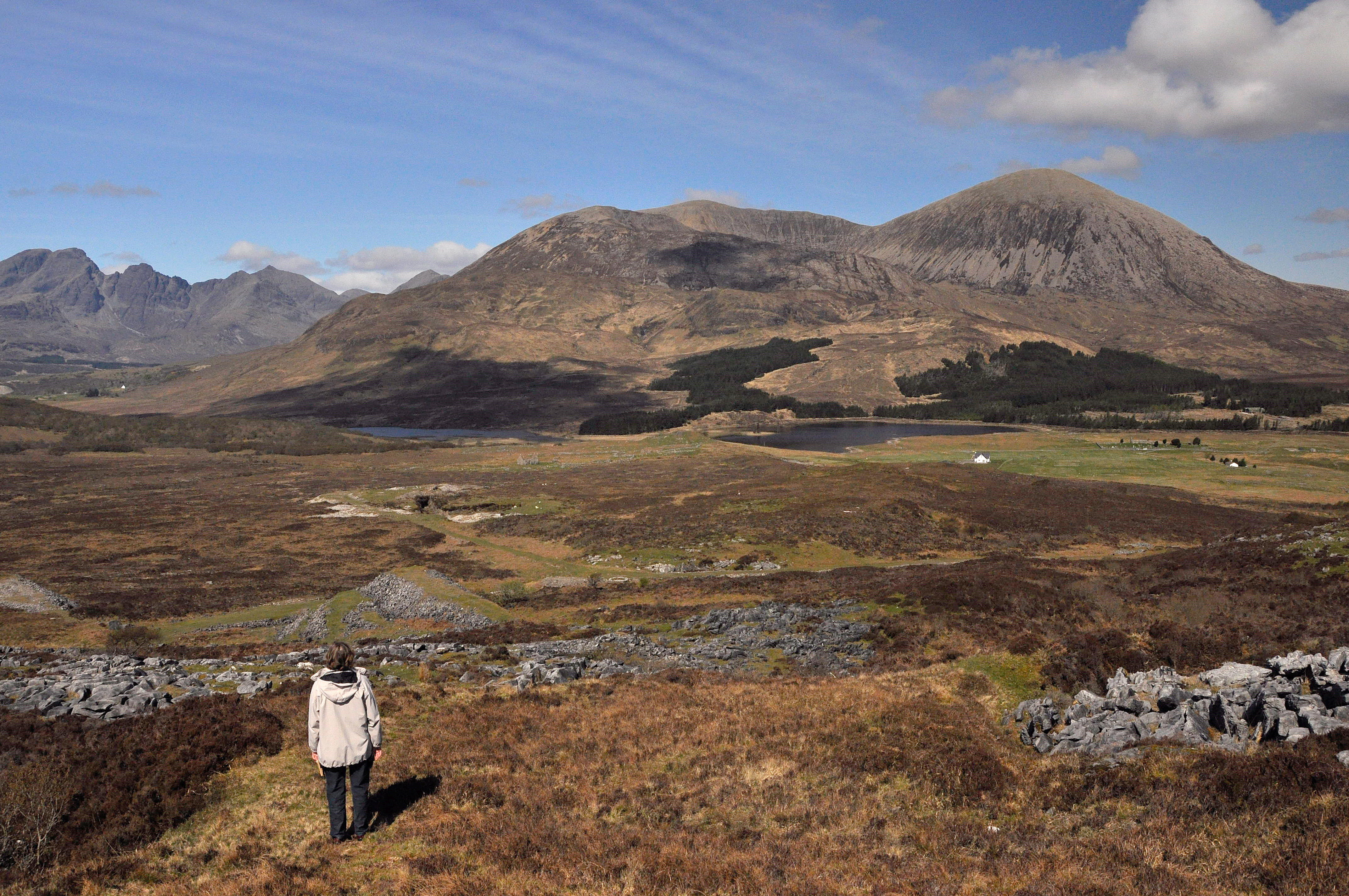
Takzvané "Bitevní pole" v údolí Suardal
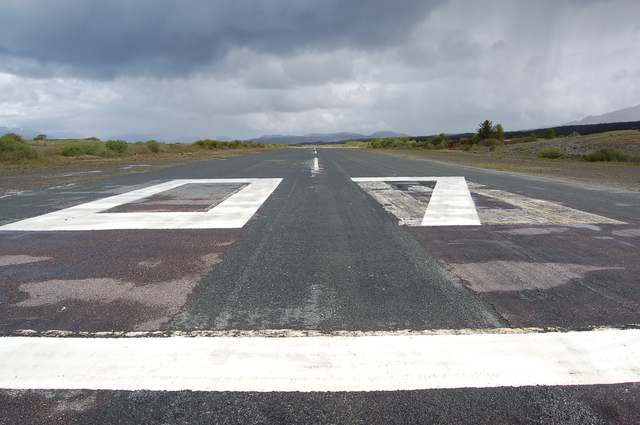
Přistávací dráha letiště v Ashaigu
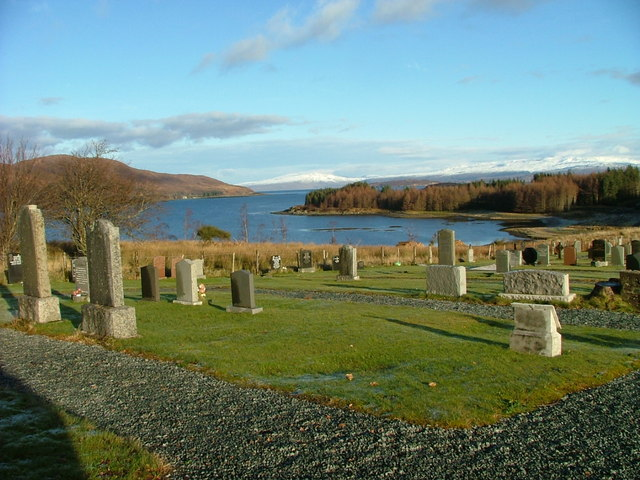
Broadfordský hřbitov
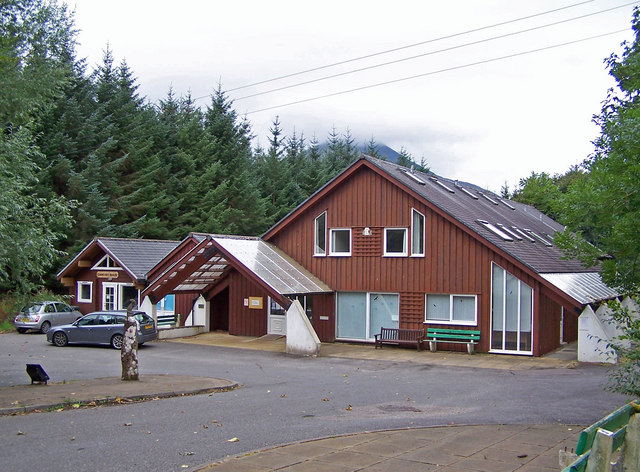
Zdravotní středisko
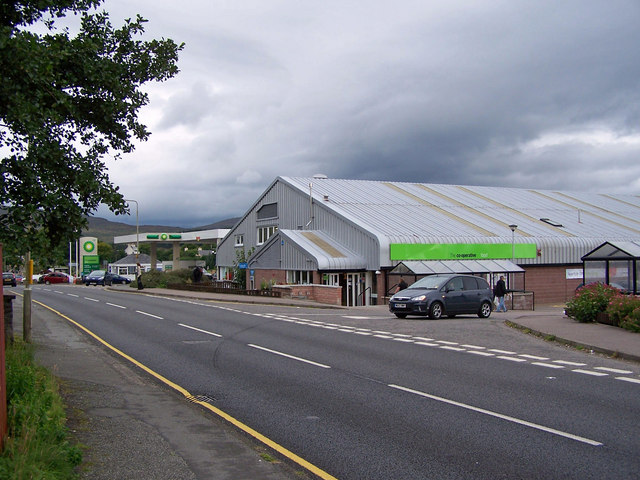
Místní supermarket
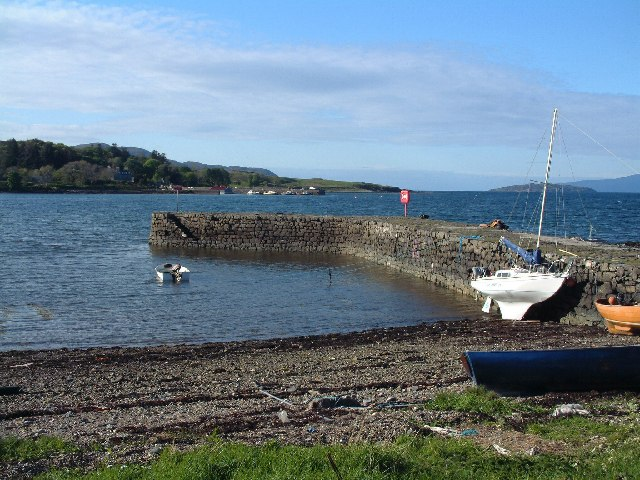
Přístavní molo